# جاده ئی۷۱۴ اروپا
جاده ئی۷۱۴ اروپا (به انگلیسی: European route E714) یکی از جاده‌های درجه ۲ قاره اروپا است.
این جاده که در کشور فرانسه قرار دارد از شهر اورانژ، ووکلوز شروع شده و در شهر مارسی به پایان می‌رسد.